# Yumi Obe
Yumi Obe (大部 由美, 15 de febrer de 1975) és una exfutbolista japonesa.

## Selecció del Japó
Va debutar amb la selecció del Japó el 1991. Va disputar 85 partits amb la selecció del Japó. Ha disputat Copa del Món de 1991, 1995, 2003, Jocs Olímpics d'estiu de 1996 i 2004.

## Estadístiques
| Selecció del Japó | Selecció del Japó | Selecció del Japó |
| Anys              | Partits           | Gols              |
| ----------------- | ----------------- | ----------------- |
| 1991              | 1                 | 0                 |
| 1992              | 0                 | 0                 |
| 1993              | 2                 | 0                 |
| 1994              | 0                 | 0                 |
| 1995              | 10                | 1                 |
| 1996              | 10                | 1                 |
| 1997              | 4                 | 0                 |
| 1998              | 5                 | 0                 |
| 1999              | 6                 | 2                 |
| 2000              | 6                 | 1                 |
| 2001              | 12                | 1                 |
| 2002              | 10                | 0                 |
| 2003              | 15                | 0                 |
| 2004              | 4                 | 0                 |
| Total             | 85                | 6                 |